# Cermait
Nella mitologia irlandese, Cermait (ortografia moderna: Cearmaid o Kermit) era un figlio del Dagda e un principe dei Tuatha Dé Danann. Fu ucciso da Lugh dopo aver avuto una relazione con sua moglie, Buach. Il Dagda pianse lacrime di sangue per suo figlio, e più tardi, mentre viaggiava con il suo corpo a est, fece rivivere Cermait con un bastone curativo. I tre figli di Cermait, Mac Cuill, Mac Cecht e Mac Gréine, vendicarono la sua morte e divennero così re supremi d'Irlanda congiuntamente. 
Un'altra figura menzionata nel Dindsenchas, Conan Bocca di Miele, è descritta come il figlio del Dagda e può essere la stessa figura di Cermait. Conan fu ucciso con una lancia da un figlio di Conall Cernach di nome Ferdoman (noto anche come Aed Rind).